# Conseil des Flinders Ranges
Le Conseil des Flinders Ranges (Flinders Ranges Council) est une zone d'administration locale située dans la chaîne de Flinders dans l'État d'Australie-Méridionale, en Australie. 
Les principaux villages du district sont : Quorn et Hawker. 